# Carazziella carrascoi
Carazziella carrascoi är en ringmaskart som beskrevs av Blake 1979. Carazziella carrascoi ingår i släktet Carazziella och familjen Spionidae. Inga underarter finns listade i Catalogue of Life.